# Fred Jackman
Pour les articles homonymes, voir Jackman.
Fred Jackman (parfois crédité Fred Jackman Sr.) est un directeur de la photographie, réalisateur et scénariste américain né le 9 juillet 1881 en Iowa (États-Unis), décédé le 27 août 1959 à Hollywood (États-Unis).

## Biographie
Il est le père du directeur de la photographie et réalisateur Fred Jackman Jr. (1913-1982) et le frère du directeur de la photographie Floyd Jackman (1885-1962).

## Filmographie

### comme directeur de la photographie
- 1916 : Scandale à la piscine (A Bath House Blunder) de Dell Henderson
- 1916 : Ambroise et le modèle (Ambrose's Cup of Woe) de Fred Hibbard
- 1917 : A Maiden's Trust (it) de Victor Heerman et Harry Williams
- 1917 : Les Déboires de Philomène (Are Waitresses Safe?) de Hampton Del Ruth et Victor Heerman
- 1917 : Casimir au Far-West (it) (Taming Target Center) de William Campbell et Hampton Del Ruth
- 1918 : His Hidden Purpose
- 1918 : Watch Your Neighbor
- 1918 : Friend Husband (it)
- 1918 : The Battle Royal
- 1918 : Two Tough Tenderfeet
- 1918 : Mickey de F. Richard Jones et James Young
- 1918 : Beware of Boarders
- 1918 : The Village Chestnut
- 1919 : Cupid's Day Off
- 1919 : Yankee Doodle in Berlin
- 1919 : Among Those Present
- 1919 : La Petite Dame d'à côté (The Speakeasy) de F. Richard Jones
- 1919 : The Dentist
- 1919 : A Lady's Tailor
- 1919 : Back to the Kitchen
- 1920 : The Star Boarder
- 1920 : Gee Whiz
- 1920 : Un mariage mouvementé (Down on the Farm)
- 1920 : Let 'er Go
- 1920 : By Golly!
- 1920 : Married Life
- 1920 : Don't Weaken!
- 1920 : Love, Honor and Behave!
- 1921 : Dabbling in Art
- 1921 : Astray from the Steerage
- 1921 : Home Talent
- 1921 : Call a Cop
- 1921 : Rêve de seize ans (Molly O') de F. Richard Jones
- 1921 : Be Reasonable
- 1922 : Fiancé malgré lui (The Crossroads of New York) de F. Richard Jones
- 1923 : Suzanna

- 1924 : The White Sheep

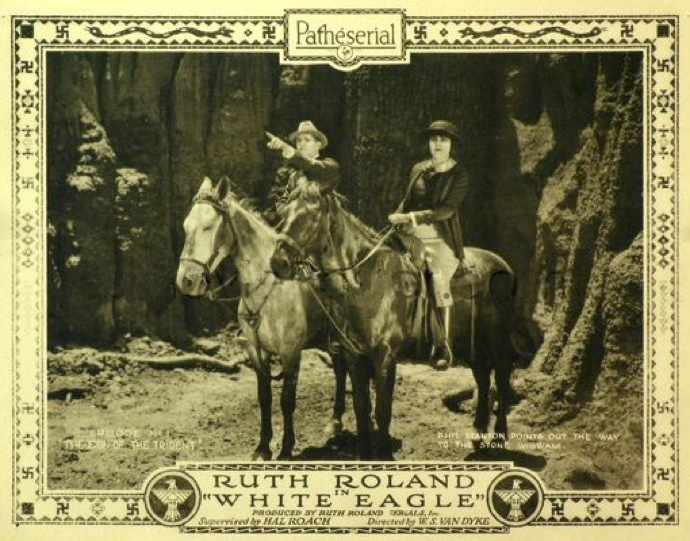
Photo de White Eagle.

- 1925 : Quelle vie ! (Isn't Life Terrible?) de Leo McCarey

### comme réalisateur
- 1919 : Pélagie fait des victimes (Treating 'Em Rough)
- 1922 : White Eagle (en)
- 1922 : The Timber Queen
- 1922 : Bow Wow
- 1923 : L'Appel de la forêt (en) (Call of the Wild)
- 1923 : Roughing It
- 1924 : Rex, le cheval démon (The King of the Wild Horses)
- 1925 : Le Cyclone noir (en) (Black Cyclone)
- 1926 : The Devil Horse (en)
- 1927 : The Honorable Mr. Buggs
- 1927 : Sans loi (No Man's Law)

### comme scénariste
- 1923 : L'Appel de la forêt (en) (Call of the Wild), de lui-même